# Chagan
Chagan fue la primera prueba nuclear industrial realizada por la Unión Soviética, el equivalente del programa Operación Plowshare de los EE. UU. para la construcción de explosivos nucleares con fines pacíficos. Esta prueba es similar a la Sedán realizada por los Estados Unidos.

## El lago Chagan
El lago Chagan, Kazajistán es un lago creado por la prueba nuclear Chagan. Posee un volumen aproximado de 10.000.000 m³, lo que representa unos diez mil millones de litros.
El área es radioactiva aún hoy, y por ello ha sido llamado "el lago atómico". La roca expuesta a la prueba se derritió, convirtiéndose en una sustancia vidriosa, al igual de como sucedió en el lugar en donde se llevó a cabo la primera prueba nuclear realizada por Estados Unidos, Trinity, ejecutada en Alamogordo, Nuevo México.